# Nesuhi Ertegün

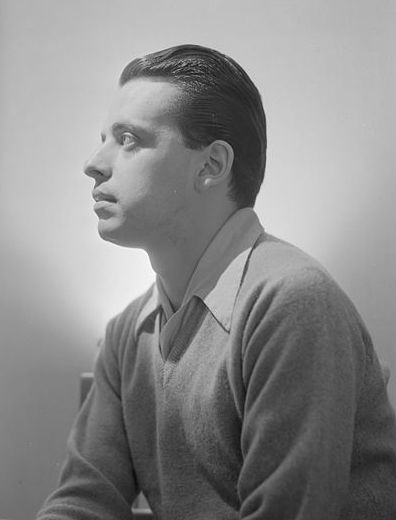
Nesuhi Ertegün.
Fotografie von William P. Gottlieb.

Nesuhi Ertegün (* 26. November 1917 in Istanbul, Osmanisches Reich; † 15. Juli 1989 in New York City) war ein Jazz-Produzent, der vor allem durch seine Arbeit bei Atlantic Records bekannt wurde.

## Leben

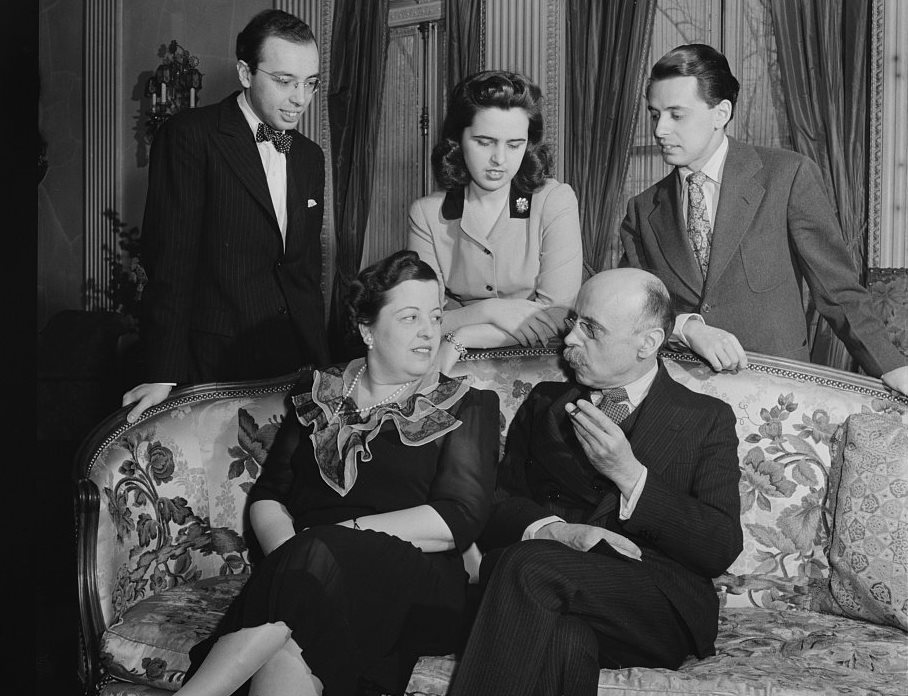
Die Familie Ertegün 1942

Ertegün wuchs in der Schweiz, Paris, London und Washington auf, da sein Vater Münir Ertegün dort türkischer Botschafter war. Zwischen 1941 und 1944 arbeitete er in Washington als Promoter von Jazz-Konzerten. Danach zog er nach Los Angeles, wo er in Form von Crescent Records, die sich später Jazzman nannten, ein eigenes Label ins Leben rief. Auf Jazzman produzierte er unter anderem Kid Ory und Jelly Roll Morton. Von 1951 bis 1954 leitete er an der UCLA nebenbei den ersten Jazz-Kurs überhaupt. Danach arbeitete Ertegün eine Zeit lang für Good Time Jazz und Contemporary Records.

## Jahre bei Atlantic
Ertegün zog 1955 nach New York, um eine Stelle bei Atlantic, dem Label seines jüngeren Bruders Ahmet, anzunehmen. Bei Atlantic war Nesuhi Ertegün vor allem in der Jazz-Abteilung des Labels tätig, die er selbst ins Leben gerufen hatte. Zu den Interpreten, die er produzierte, gehörten John Coltrane (Giant Steps), Charles Mingus, das Modern Jazz Quartet, Ornette Coleman, Hank Crawford, Eddie Harris und viele weitere; nebenbei produzierte er auch Rhythm-and-Blues-Alben von Ray Charles, Bobby Darin, den Drifters und Roberta Flack. Später beteiligte er sich nebenbei auf internationaler Ebene, damit das Label auch in anderen Ländern Profit schlagen konnte. Nach der Fusion von Warner Brothers Records, Elektra und Atlantic 1971 leitete er eine Zeit lang WEA International.
Am 15. Juli 1989 erlag Nesuhi Ertegün in New York einem Krebsleiden und wurde 1991 in der Kategorie „Lifetime Achievement“ posthum in die Rock and Roll Hall of Fame aufgenommen. Zu Ehren von Nesuhi Ertegün gründeten sein Bruder Ahmet und dessen Frau Mica die Ertegün Jazz Hall of Fame.

## Kunstsammlung
Nesuhi Ertegün war ein begeisterter Sammler surrealistischer Kunst. Seine Sammlung wurde zusammen mit der seines Freundes Daniel Filipacchi im Solomon R. Guggenheim Museum in New York im Jahr 1999 unter dem Titel Surrealism: Two Private Eyes, the Nesuhi Ertegun and Daniel Filipacchi Collections ausgestellt. Die The New York Times beschrieb die Ausstellung als Festessen für Feinschmecker, …groß genug um das Solomon R. Guggenheim Museum von der Decke bis zur Lobby mit einer kraftvollen Ausstellung zu füllen.

## Cosmos New York
Ertegün gründete 1971 zusammen mit seinem Bruder Ahmet den Fußballverein New York Cosmos. Der Verein wurde bekannt durch die Verpflichtung international bekannter Spieler und Trainer wie Franz Beckenbauer, Pelé und Hennes Weisweiler. Der Verein gewann zwischen 1972 und 1982 fünfmal die US-Meisterschaft der NASL.